# Grammia stretcheri
Grammia stretcheri là một loài bướm đêm thuộc phân họ Arctiinae, họ Erebidae.